# Lista de consortes imperiais do México
Consorte imperial é o cônjuge do monarca reinante. Consortes dos monarcas do México não tem nenhum status constitucional ou poder, porém muitas tiveram grande influência sobre seus parceiros.

## Imperatrizes consortes do México

### Casa de Iturbide(1822-1823)
| Nome                                                         | Retrato | Nascimento                                                                                        | Monarca                                     | Morte                       |
| ------------------------------------------------------------ | ------- | ------------------------------------------------------------------------------------------------- | ------------------------------------------- | --------------------------- |
| Ana Maria de Huarte 19 de maio de 1822 – 19 de março de 1823 |         | 17 de janeiro de 1786 filha de Isidro Huarte y Arrivillaga e Ana Manuela Muñíz y Sánchez de Tagle | Agustín I 27 de fevereiro de 1805 10 filhos | 21 de março de 1861 75 anos |

### Casa de Habsburgo-Lorena(1864-1867)
| Nome                                                        | Retrato | Nascimento                                                                 | Monarca                                      | Morte                         |
| ----------------------------------------------------------- | ------- | -------------------------------------------------------------------------- | -------------------------------------------- | ----------------------------- |
| Carlota da Bélgica 10 de abril de 1864 – 15 de maio de 1867 |         | 7 de junho de 1840 filha de Leopoldo I da Bélgica e Luísa Maria de Orleães | Maximiliano I 27 de julho de 1857 sem filhos | 19 de janeiro de 1927 86 anos |

## Ligações Externas
- A árvore genealógica da Casa de Iturbide